# Jerónimo Lobo
Jerónimo Lobo (Lisboa, 1593 - Lisboa, 29 de janeiro de 1678) foi um missionário jesuíta e escritor português.
Nasceu em Lisboa no "primeiro semestre de 1593" (diz o Pe M. Gonçalves da Costa, em sua edição do "Itinerário") como terceiro de pelo menos cinco filhos e seis filhas de Francisco Lobo da Gama, governador de Cabo Verde, e Dona Maria Brandão de Vasconcelos.

## Estudos
Ingressou na Companhia de Jesus com a idade de 14 anos entrando no noviciado em Coimbra em 1° de Maio de 1609. Em 1617 vai para Braga ensinar o latim, e dois anos depois volta para Coimbra para estudar Teologia.

## Missões
Em 16 de Abril de 1621 é avisado para ir para as missões, em 25 celebra missa nova em Lisboa e em 29 parte para o Oriente na armada do vice-rei D. Afonso de Noronha, mas tendo a armada partido muito tarde, devido ao adiantamento da estação, a maior parte da gente adoece de febres, e a armada resolve-se a arribar em Lisboa onde chegam em 7 de Outubro.
Jerónimo volta então em Dezembro para Coimbra, e em meados de 1622 torna a Lisboa onde em 18 de Março reembarca para a Índia, na Armada do novo vice-rei D. Francisco da Gama. Em Moçambique encontram navios ingleses e holandeses, que combatem e saem vitoriosos. Chega a Goa em 16 de Dezembro de 1622.

### Etiópia
Tencionando prosseguir para a Etiópia, cujo imperador Susenyos havia se convertido ao catolicismo por Pero Pais, deixou a Índia em 1624. Tentou superar a dificuldade de que a Etiópia não controlava a região costeira situada imediatamente ao norte, desembarcando em Pate e seguindo o curso do rio Juba através do país dos Oromo, mas teve que desistir. Em 1625, numa nova tentativa, acompanhado por Afonso Mendes, patriarca católico da Etiópia e oito missionários, aportando em Beilul, na costa do Mar Vermelho controlada pelo rei dos Afar, vassalo do imperador da Etiópia, e após um mês atravessando o deserto rumo ao Planalto da Abissínia, logrou atingir Fremona, onde assumiu o cargo de superintendente das missões no Tigré.
Também neste período tratou de recuperar os restos mortais de Cristóvão da Gama, que fora capturado e executado por Ahmad ibn Ibrihim al-Ghazi em 1542, e atuou como missionário na região sudoeste do Lago Tana, onde visitou a nascente do Nilo Azul.
A abdicação do imperador Susenyos (1632) significou um rude golpe para a hierarquia católica pois seu sucessor, o imperador Fasilidês, os confinou inicialmente em Fremona e, mais adiante, em 1634, os exilou da Etiópia, expondo-os a todo tipo de ultraje por parte da população local. Atingindo os domínios das autoridades otomanas em Maçuá foram encaminhados a Suaquém, cujo paxá exigiu o pagamento de um resgate em troca da permissão de partida do grupo para a Índia. Após estabelecer um valor de 4300 patacas (tomadas em empréstimo de mercadores hindus da cidade), o paxá resolveu no último momento reter o patriarca Afonso Mendes e mais outros três superiores para exigir o pagamento de uma soma adicional.
Ao chegar a Diu, partiu numa pequena embarcação para Goa, onde chegou no dia 8 de dezembro de 1634. Em vão tentou convencer o Vice-rei Miguel de Noronha a enviar uma frota ao Mar Vermelho para capturar Suaquém e Maçuá, libertar o patriarca e restaurar o catolicismo na Etiópia. Embora concordasse com a ideia de uma expedição a Suaquém para libertar o patriarca, o vicerrei considerou o plano de Jerônimo Lobo muito além de suas forças. Insatisfeito, zarpou para Lisboa, onde chegou em 8 de Dezembro de 1636, levado por piratas, que o capturaram após um naufrágio na costa de Natal. Teve nesta cidade novamente seu plano recusado, e mais tarde também em Madrid e Roma.
Já confirmado, voltou à Índia em 26 de Março de 1640 (na Armada de João de Sequeira Varejão, com o Vice-rei da Índia João da Silva Telo de Meneses) onde foi eleito reitor de Baçaím, e, em 1648, encarregado da casa professa de Goa. Volta para Europa em 1658; o Padre de Machault pretende tê-lo visto no Hâvre, em França, no mês de Maio desse ano. Falece em Lisboa, no dia 29 de Janeiro de 1678, na casa de S. Roque. Cf. Sommervogel.
Autor de um Itinerário das suas viagens, traduzido e publicado em inglês com o título: A short relation of the river Nilo, (Londres, 1673), em francês com o título de Relation historique d'Abissinie, (Paris, 1728), e em italiano: Relazione varie cavate di una tradizione ingleza (Florença, 1693). O "autographo desta obra, que nunca se imprimiu em portuguez, foi offerecido em 1829 á Academia Real da Sciencias pelo sócio Manuel José Maria da Costa e Sá, acompanhado de várias Reflexões suas" (Dicionário bibliográfico português).
Esse itinerário foi editado segundo o manuscrito original, em português, pela primeira vez, em 1971: Itinerário e Outros Escritos Inéditos. Edição crítica pelo Pe M. Gonçalves da Costa. Livraria Civilização – Editora, 1971.